# Ermine de Reims
Ermine de Reims (dite aussi Hermine ou Erminia), née vers 1347 et morte à Reims, le 30 aout 1396, est une pauvre femme dévote dont la vie est connue par le récit des visions qu'elle subit à la fin de sa vie et raconte à son confesseur. Ce récit est donc biaisé : l'auteur est un homme et un religieux lettré, racontant les visions d'une vieille femme illettrée, dans un but exemplaire et didactique. L'existence d'Ermine est cependant attestée par quelques autres sources, dont sa pierre tombale et certains éléments de sa vie peuvent être restitués.

## Biographie

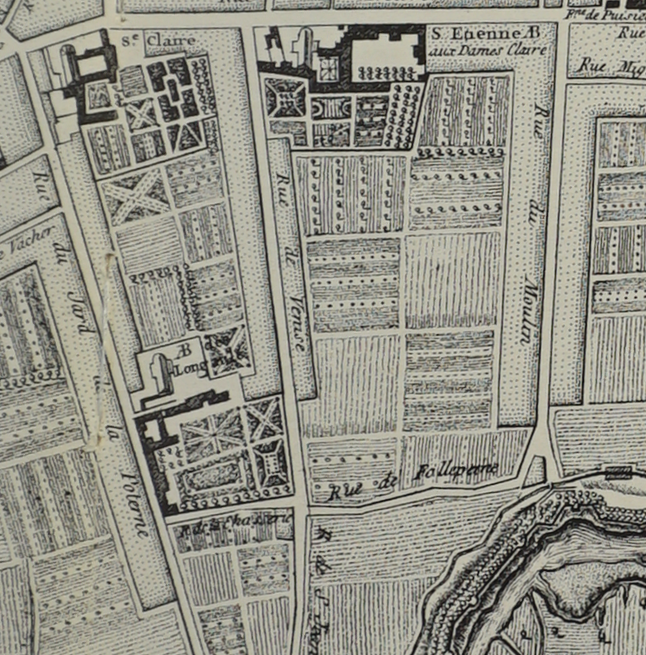
Plan de Maurille-Antoine Moithey, en 1775.

Ermine nait vers 1347[réf. nécessaire], sans doute à Lucheux en Picardie.
Elle est mariée à un certain Regnault, un homme plus âgé qu'elle. Le couple s'installe à Reims en 1384 dans le contexte du début de la guerre de Cent Ans et de la crise économique, pour trouver des ressources. Ermine subvient aux besoins du ménage, notamment en ramassant et vendant du foin au bord de la Vesle. Les deux époux fréquentent le couvent du Val-des-Écoliers (rue Neuve, actuelle rue Gambetta), lieu d'exercice de leurs dévotions personnelles en plus de leur paroisse. L'ordre du Val-des-Ecoliers est un ordre de chanoines réguliers, qui a adopté la règle de saint Augustin telle qu'appliquée à Saint-Victor à Paris. Le sous-prieur du couvent est le confesseur du couple. À la mort de son époux en 1393, Ermine reste résider à Reims, sur les conseils de son confesseur, dans une "chambrette" qui donne sur le couvent et lui permet de suivre l'office des religieux depuis sa fenêtre. Elle s'impose des pratiques pénitentielles très strictes, en jeûnant et en se vêtant uniquement de toile rêche serrée à la ceinture par une corde ; Jean le Graveur raconte qu'il la lui a fait ôter après avoir constaté qu'elle s'enfonçait dans sa chair au point de la blesser. Elle se confesse tous les jours.
Elle est également connue dans son quartier pour sa dévotion et sa charité. À partir de novembre 1395, Ermine est tourmentée par des démons, tout en bénéficiant parfois de visions consolatrices ; c'est l'objet du récit de Jean le Graveur, qui y voit un instrument d'édification des fidèles. Elle meurt le 30 aout 1396.
Elle est enterrée dans la nef de l'église Saint-Paul du couvent du Val-des-Écoliers.

### Les visions d'Ermine
Jean le Graveur, sous-prieur du couvent et confesseur d'Ermine, met en forme après le décès de cette dernière le récit des visions qu'elle a subies. Le texte est rédigé en français ; il est traduit en latin ensuite, après que Jean Gerson, alors chancelier de l'université de Paris, a conseillé d'en réserver la lecture aux clercs qui peuvent y trouver matière pour leurs sermons. La méfiance relative du théologien s'explique par le contenu des visions. Celles-ci sont majoritairement diaboliques : des démons lui apparaissent sous différentes formes (créatures noires, velues, cornues ; animaux considérés comme négatifs, comme les serpents, les mouches… ; mais aussi figures de saints qui s'avèrent tentatrices et mensongères). Ils lui font subir des tourments physiques et moraux. Ils la poussent notamment à se détourner de son confesseur. Le texte est très marqué par les tensions religieuses contemporaines ; les démons incitent Ermine à communier plus souvent en ne se considérant pas comme pécheresse, ou au contraire à se détourner de l'eucharistie qui ne serait pas le "vrai corps du Christ" et à recevoir la communion directement de leur part ; ils lui disent que tout le monde étant sauvé, il est inutile de faire pénitence, ou au contraire que sa masse de péchés est telle qu'aucune pénitence ne saurait suffire à la sauver. Le récit évoque également un prédicateur célèbre à l'époque, Jean de Varennes, qu'Ermine aurait écouté mais qui est en conflit avec l'église locale, notamment l'archevêque de Reims Guy de Roye ; le confesseur d'Ermine est accusé par les démons de la détourner de ce personnage qui souhaite réformer l'Église. L'essentiel des attaques des démons vise à la détourner de son confesseur et de manière générale du clergé ; en ce sens, le récit est d'abord une défense de la stricte orthodoxie et de la fidélité à l'Église, médiatrice nécessaire entre Dieu les fidèles.
Ermine bénéficie cependant également de visions consolatrices : elle entend le chœur de la cour céleste, est encouragée par de véritables visions de saints. Surtout, lors des dernières semaines de sa vie, elle bénéficie de visions eucharistiques : alors qu'elle assiste à la messe, elle voit lors de l'élévation un enfant, ou un homme crucifié, à la place de l'hostie.
Les visions d'Ermine renvoient donc également aux dévotions importantes à cette époque, envers les saints et envers le Christ de la Passion via l'eucharistie. André Vauchez souligne, dans la préface qu'il donne au récit des visions, qu'Ermine n'est pas à proprement parler une mystique ni une prophétesse : Dieu ne lui transmet pas de message à transmettre et ne s'adresse pas à elle directement, elle ne connaît pas d'épisodes de rencontre mystique avec le Christ.

### Postérité
Le récit que Jean le Graveur fait des visions et des derniers mois de la vie d'Ermine est transmis à l'université de Paris pour y être expertisé par les théologiens. L'avis rendu par Jean Gerson est favorable à Ermine, dont il considère la vie et l'expérience comme non suspectes d'hérésie ; mais considérant que le récit peut, s'il est lu sans explication, induire les fidèles en erreur, notamment parce qu'il répète des discours mensongers des démons, il en demande la traduction latine. Par ailleurs, Gerson évoque également Ermine dans son Traité de discernement appuyé sur des récits de visionnaires (De distinctione verarum revelationum a falsis), où il entreprend de distinguer, parmi les récits de visions mystiques, prophéties etc., qui sont nombreux dans cette période, ceux qui relèvent d'un « vrai » miracle et ceux qui procèdent d'une « fausse » mystique (duperie, folie, sorcellerie…),
.
Il subsiste aujourd'hui 5 manuscrits des visions d'Ermine, 2 en français et 3 en latin. Jean le Graveur évoque un miracle d'Ermine après sa mort : elle serait apparue à une fillette malade pour l'avertir que celle-ci allait mourir et lui permettre de s'y préparer pieusement et d'y préparer sa mère. Ce récit atteste peut-être d'une forme de dévotion locale envers Ermine et/ou d'une tentative de béatification lancée par l'ordre auprès duquel elle vivait. Mais la diffusion du récit est restée modeste et Ermine est plus ou moins oubliée jusqu'au XVIIe siècle.
En 1648, Jacques de Foigny, curé de Cormicy, publie à Reims Les merveilles de la vie, des combats et victoires d’Ermine, citoyenne de Reims.
Ermine de Reims est citée par la plupart des érudits rémois, de manière plutôt positive au XVIIe siècle, plutôt négative au XVIIIe siècle, où elle passe pour une "illuminée". C'est la découverte d'un manuscrit du récit des visions à la fin du XXe siècle, et son édition, qui la remettent en lumière et provoquent des travaux sur le texte comme témoin de la piété "populaire" - dans la limite d'une écriture cléricale - à la fin du Moyen Âge.